# Pastoral da Juventude Rural
A Pastoral da Juventude Rural (PJR), que contribui na organização da juventude camponesa no Brasil, está ligada a Comissão Episcopal Pastoral para a Juventude da CNBB.  Tem como pauta reivindicações para a melhoria de vida da juventude rural, de caráter progressista ou de esquerda, atuando junto com outros movimentos sociais do campo. Por outras palavras, a Pastoral da Juventude Rural é um serviço a serviço da juventude camponesa com o intuito de fazer do campo um lugar com condições dignas de sobrevivência.
Assim como a Comissão Pastoral da Terra, a PJR é uma Pastoral Social da Igreja Católica. Participa também da Via Campesina.
De acordo com o sítio da PJR:
"Evangelizar os jovens e adolescentes empobrecidos da roça, despertando a consciência do ser pessoa, do ser cidadão e cidadã, da classe a que pertencemos, resgatando o sentido cristão de suas opções de vida e vivenciando, nas práticas cotidianas, os mandamentos de Jesus Cristo, Mestre e Irmão."
Surgiu em 1983, no Rio Grande do Sul, com o apoio da Frente Agrária Gaúcha. Em 1989, realizou sua primeira Assembleia Nacional.
No Plano Trienal 2002-2004:
- tinha os seguintes projetos específicos:

1. "Educação para a Cidadania" (voltada para a realidade rural);
2. "Trabalhar e Resgatar a Esperança do Jovem da Roça" (valorização da identidade do jovem rural);
3. "Produção Alternativa – Agro-ecológica e auto-sustentação do Jovem Rural";
4. "Articular-se com Movimentos e Entidades do Campo Estabelecendo Parcerias" (Reforma Agrária, campanha contra transgênicos, etc.); e
5. "Missão Jovem nas zonas rurais";

- no âmbito da formação, tinha os seguintes projetos específicos:

1. "Processo de Educação da Fé";
2. "Formação Profética e Missionária"; e
3. "Valorização da Cultura da Roça".

- no âmbito da formação, tinha os seguintes projetos específicos:

1. "Espiritualidade e Mística da Terra";
2. "Realização de Ano celebrativo do Jovem da Roça"; e
3. "A adaptação do Projeto Ser Igreja no Novo Milênio – SINM –  para a realidade do jovem rural".[2]